# 湖北拟扁蛭
湖北拟扁蛭（学名：Hemiclepsis hubeiensis）为舌蛭科拟扁蛭属的动物。在中国大陆，分布于湖北等地，一般栖息于鱼鳃上。该物种的模式产地在湖北。